# Lagetta lagetto
Lagetta lagetto är en tibastväxtart som först beskrevs av Olof Swartz, och fick sitt nu gällande namn av George Valentine Nash. Lagetta lagetto ingår i släktet Lagetta och familjen tibastväxter. Inga underarter finns listade i Catalogue of Life.

## Bildgalleri

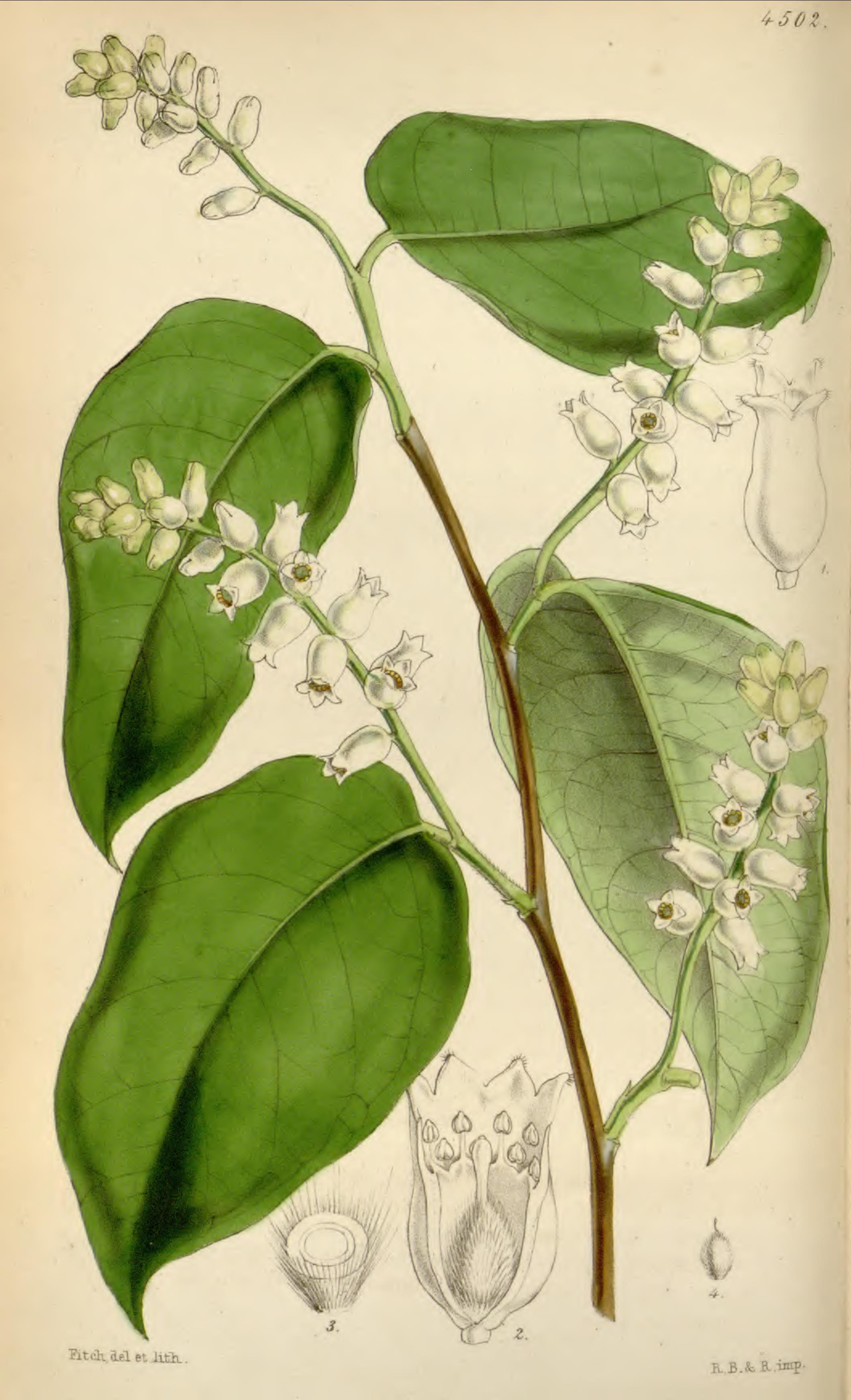